# Сиріл Джеймс
Сиріл Лайонел Роберт Джеймс (англ. Cyril Lionel Robert James, знаний як C. L. R. James; 4 січня 1901 — 31 травня 1989) — тринідадський історик, публіцист і теоретик марксизму. Завоював репутацію «антисталіністського діалектика», класик постколоніальної політичної думки і літератури.

## Життєпис
Народився в Тринідад і Тобаго — тоді британській колонії. Закінчив Queen's Royal College, потім працював шкільним вчителем. Серед його учнів був молодий Ерік Вільямс, який згодом стане першим прем'єр-міністром незалежного Тринідаду і Тобаго. Потім Джеймс стає журналістом крикету і публіцистом. Був членом антиколонізаторської групи «Beacon», сформованої навколо однойменного журналу («The Beacon»). У 1932 поїхав в Ланкашир, сподіваючись що це допоможе його письменницькій кар'єрі. Там він працював спортивним кореспондентом в «Manchester Guardian» та допоміг гравцю в крикет Лірі Костянтину (Learie Constantine) написати автобіографію. 1933 року Джеймс переїхав у Лондон, де проводив кампанію за незалежність Вест-Індії. Одночасно він став одним з провідних представників панафриканізму й Інтернаціоналу африканських друзів Абіссінії, сформованого у 1935 році у відповідь на вторгнення італійських фашистів на територію Ефіопії.
Захоплення марксизмом призводить Джеймса в Лейбористську партію. До 1934 року він член ентристської троцькістської групи в Незалежній лейбористській партії. Публікує низку своїх теоретичних праць, які були відзначені похвалою Льва Троцького, пробує себе як драматург і письменник. 1936 року ентристська група Джеймса вийшла з Незалежної лейбористської партії і після низки злиттів з подібними дрібними групами утворила Революційну соціалістичну лігу.
У кінці 1938 року Джеймс вирушає до США, щоб надати допомогу американській секції Четвертого інтернаціоналу (Соціалістичної робітничої партії) в організації роботи з чорними активістами — він залишився там на термін понад двадцять років. У квітні 1939 року він відвідав Троцького у Дієго Рівери і Фріди Кало в Койоакані (Мексика), повернувшись в США через місяць.
До 1940 році Джеймс розчарувався в аналізі Троцького СРСР як деформованої робітничої держави. Він залишив Соціалістичну робітничу партію і разом з Максом Шахтманом увійшов в його Робітничу партію. У РП Джеймс із Раєю Дунаєвською створили власну опозиційну фракцію — групу Джонсон-Форест, що стояла на позиції існування в Радянському Союзі державного капіталізму. У той час їх думку поділяли лише невеликі групи активістів в усьому світі, зокрема, — Тоні Кліфф у Великій Британії, а трохи пізніше група «Соціалізм або варварство» у Франції.
Результатом розбіжностей став вихід групи з партії Шахтмана і повернення в Соціалістичну робітничу партію, де вона пробула до 1950 року — час виходу чергової їхньої книги «Державний капіталізм і світова революція». Під час перебування в СРП Джеймс наводив аргументи на користь підтримки автономних рухів пригноблених меншин, — наприклад, у рішенні «негритянського питання», як способу підірвати політичну ситуацію, що фактично і було здійснено вже пізніше в 1960-х роках. Іншою причиною виходу був погляд на перспективи масової революційної боротьби в повоєнний час.
Залишивши СРП, група нарешті стала існувати як самостійна організація, але, як виявилося, недовго. Вже в 1955 році стався розкол. Джеймс прийшов до висновку про відчуженість авангардної партії від мас і, отже, її даремності (яскравим прикладом цього, на його думку, було придушення Угорського повстання 1956 року), а Дунаєвська, також вважаючи тезу Леніна про авангардну партію застарілою, не могла повністю відмовитися від революційної організації.
У 1953 році, під загрозою висилки, Джеймс був змушений виїхати із США, оскільки прострочив візу майже на десять років. Він повернувся в Тринідад, де знову був залучений в антиколоніальний (у складі партії Народний національний рух) і панафриканський рух, стверджуючи, що Ганська революція на чолі з Кваме Нкрумою продемонструвала, що деколонізація — найважливіше джерело натхнення для революціонерів-інтернаціоналістів. Публікації С. Л. Н. Джеймса вплинули на розвиток теорії автономістського марксизму.
Джеймс — автор книг про історію революційних і комуністичних рухів, про марксистську філософію і діалектику, про демократію, природу СРСР, колоніалізм і деколонізацію, про спорт («За межею» називають найкращою книгою всіх часів про крикет), а також автобіографічних і художніх творів, включаючи романи і п'єси. Його книга про революцію темношкірих рабів на Гаїті «Чорні якобінці: Туссен-Лувертюр і революція в Санто-Домінго» (The Black Jacobins) вважається класикою марксистської історіографії, яка випередила концепції «історії знизу» (history from below) і «народної історії» повоєнних французьких і британських істориків-марксистів, зокрема Едварда Томпсона.